# Грибаново (Лотошинский район)
Гриба́ново — деревня в Лотошинском районе Московской области России.
Относится к Ошейкинскому сельскому поселению, до реформы 2006 года относилась к Ошейкинскому сельскому округу. По данным Всероссийской переписи 2010 года численность постоянного населения деревни составила 12 человек (7 мужчин, 5 женщин).

## География
Расположена на левом берегу реки Ламы, примерно в 20 км к северо-востоку от районного центра — посёлка городского типа Лотошино. В деревне две улицы — Лесная и Хуторская. Ближайшие населённые пункты — деревни Степаньково, Матюшкино и село Егорье.

## Исторические сведения
До 1929 года входила в состав Ошейкинской волости Волоколамского уезда Московской губернии.
В материалах Генерального межевания конца XVIII века и в более поздних источниках упоминается как село Грибаново.
По сведениям 1859 года Грибаново — село при реке Ламе в 30 верстах от уездного города, с одним двором, православной церковью, аптекой, приходским училищем и 20 жителями (9 мужчин и 11 женщин), по материалам Всесоюзной переписи населения 1926 года в селе проживал 91 человек (44 мужчины, 47 женщин), насчитывалось 21 хозяйство, в ведении находилось лесничество.
Позднее село было объединено с соседней деревней Матюшкино. В переписях 1979 и 1989 годов указывался один населённый пункт с общим названием Грибаново-Матюшкино, однако в справочнике 1999 года они указаны отдельно.

## Население
| 1852 | 1859 | 1926 | 2002 | 2006 | 2010 |
| ---- | ---- | ---- | ---- | ---- | ---- |
| 114  | ↘20  | ↗91  | ↘24  | ↘18  | ↘12  |

## Известные жители, уроженцы
В Грибаново захоронены протоиерей Иоанн Гренков и его сын Александр (1839—1901) — духовный писатель, профессор Казанской духовной академии..

## Достопримечательности
- Церковь Иоанна Предтечи — кирпичный храм в русско-византийском стиле, одноглавый четверик с трапезной и колокольней[14]. Построен в 1889 году на пожертвование помещика Татищева. В 1937 году был закрыт, а священник отец Василий репрессирован. Восстанавливается местными жителями, сохранились настенные фрески[15]. Памятник архитектуры XIX века[16]. От бывшей усадьбы Грибаново кроме этой церкви сохранились также служебное здание и остатки парка.
- В деревне находится братская могила советских воинов, погибших в годы Великой Отечественной войны 1941—1945 гг[17].